# Episodi di Joséphine, ange gardien (ventiduesima stagione)
Joséphine, ange gardien è una serie televisiva francese, andata in onda sinora per 22 stagioni. Qui sotto sono riportate le trame degli episodi della ventiduesima stagione della trasmissione, in onda in Francia a partire dal 2023. In Italia viene trasmessa a partire dal 25 aprile 2025 su La7d.
| N°  | Titolo originale      | Titolo italiano           | Prima TV Francia | Prima TV Italia |
| --- | --------------------- | ------------------------- | ---------------- | --------------- |
| 104 | Chanter sa vie        | Un coro per la salvezza   | 25 dicembre 2023 | 25 aprile 2025  |
| 105 | Les sirènes           | Una squadra sincronizzata |                  | 2 maggio 2025   |
| 106 | La guerre des papas   | Un ritorno inaspettato    |                  | 9 maggio 2025   |
| 107 | Magique!              | Il miglior trucco di Alex |                  | 16 maggio 2025  |
| 108 | Le livre de Josephine |                           |                  |                 |

## Episodio 104: Un coro per la salvezza
- Titolo originale: '
- Diretto da:
- Scritto da:

### Trama
Nora, ex cantante dal sogno infranto, dirige "Le Paradis" un centro per adolescenti, amanti della musica e del canto, il cui coro arriva ogni anno in finale alla competizione "Gioia dei cori" e per l'occasione pianta un albero con un cartello che riporta il titolo della canzone.
Quest'anno purtroppo è diverso: l'anno prima Le Paradis non ha partecipato alla gara perché Nora, appena lasciata dal compagno con cui aveva costruito tutto questo, non era nelle condizioni psicofisiche adatte e anche adesso i ragazzi del centro sono lasciati a loro stessi, non sono stimolati, litigano in continuazione e stanno perdendo interesse per il coro. Come se non bastasse, qualcuno di loro continua a combinare guai in paese così al centro arriva un controllo da parte dell'ispettore dell'azione sociale, Patricia Guillame accompagnata dal suo vice (ed ex fiamma di Nora) Gilles. Patricia, innamorata di Gilles è gelosa di Nora e le proverà tutte per far chiudere il centro, approfittando del momento di debolezza della donna. Urge un po' di coraggio ed intraprendenza per far tornare Le Paradis un vero paradiso come ai vecchi tempi e soprattutto per ridare fiducia e autostima a Nora. Per fortuna Josephine non è il tipo che si lascia scoraggiare.

## Episodio 105: Una squadra sincronizzata
- Titolo originale: '
- Diretto da:
- Scritto da:

### Trama
Lisa lavora nella piscina del Dome sotto l'autorità di Vincent, il direttore, che la licenzia perché si prende troppe libertà con i suoi orari. Madre single, Lisa ha un legame molto stretto con la figlia Colline. Ma proprio quando Colline si è appena diplomata, riappare nelle loro vite il padre della ragazza, Paul, assente da 15 anni ma intenzionato a tornare nella vita della figlia. Colline, desiderosa di conoscere il padre, parte con lui per qualche giorno per Parigi, lasciando Lisa sola e devastata con Joséphine. L'angelo custode nota che la povera Lisa, essendosi dedicata totalmente alla figlia in tutti questi anni, non ha nessuno nella sua vita, non ha amici e ha perso anche il lavoro, ma, grazie ad un lampo di genio, propone alla sua cliente di utilizzare il mese di preavviso che le resta da fare in piscina per preparare una squadra di nuoto sincronizzato nella speranza che possa vincere una competizione che avrà luogo di li a breve in modo da poter rilanciare il centro acquatico Dome come polo sportivo della zona. Lisa, un po' titubante, accetta la sfida e si prepara ad allenare un'improbabile squadra molto ecclettica: ce la farà'? Quel che è certo è che questa nuova avventura le servirà per dare un nuovo senso alla sua vita, per riacquistare fiducia in Paul e per lasciare che la figlia insegua i propri sogni, certa che il loro legame le unirà per sempre.

## Episodio 106: Un ritorno inaspettato
- Titolo originale: '
- Diretto da:
- Scritto da:

## Episodio 107: Il miglior trucco di Alex
- Titolo originale: '
- Diretto da:
- Scritto da:

### Trama
Alex, illusionista sulle navi da crociera, dopo un periodo difficile sul lavoro viene lasciato dalla moglie e sparisce per otto mesi partendo per un nuovo viaggio. Al suo ritorno però ritrova un figlio, Gavin, arrabbiato con lui e con gravi problemi di bullismo a scuola, e una moglie che non si fida più di lui giudicandolo immaturo ed inaffidabile. Riuscirà la nostra Josephine a riavvicinare padre e figlio, a sistemare una volta per tutte i bulli ed ad aiutare Alex a riconquistare la fiducia della ex moglie? Sarà una sfida davvero ardua ma questa volta perché non farsi aiutare proprio dalla... magia!

## Episodio 108: Il libro di Josephine
- Titolo originale: '
- Diretto da:
- Scritto da: